# Pseudophyllodromiinae
Pseudophyllodromiinae es una subfamilia del orden Blattodea (cucarachas). Contiene los siguientes géneros:

## Géneros
- Afrobalta – Afroneura – Allacta – Amazonina – Anareolaria – Apteroblatta – Arawakina – Areolaria – Asemoblattana – Balta – Cariblatta – Cariblattella – Cariblattoides – Celeriblattina – Chorisoblatta – Chorisomaculata – Chorisoneura – Chorisoneurodes – Chorisoserrata – Choristimodes – Delosia – Doradoblatta – Duryodana – Ectoneura – Ellipsidion – Euphyllodromia – Euthlastoblatta – Hemipterota – Imblattella – Latiblattella – Leuropeltis – Liosilpha – Liosilphoidea – Lophoblatta – Lupparia – Margattea – Margatteoidea – Margattina – Matabelina – Mediastinia – Megamareta – Melyroidea – Nahublattella – Neoblattella – Nisibis – Oulopteryx – Pachnepteryx – Phidon – Plectoptera – Prosoplecta – Pseudobalta – Pseudophyllodromia – Riatia – Shelfordina – Sorineuchora – Stenectoneura – Sundablatta – Supella – Sutteriana – Tomeisneria – Trioblattella